# Макинтайр, Дрю (рестлер)
Эндрю Маклин Гэллоуэй IV (англ. Andrew McLean Galloway IV; род. 6 июня 1985, Эр) — шотландский рестлер, выступающий в WWE на бренде Raw под именем Дрю Макинта́йр (англ. Drew McIntyre).
Макинтайр — двукратный чемпион WWE, однократный чемпион мира в тяжёлом весе, однократный интерконтинентальный чемпион WWE, однократный чемпион NXT и двукратный командный чемпион WWE (Raw). В 2001—2007 и в 2014—2017 год он выступал за пределами WWE под именем Дрю Гэллоуэй, в основном в Total Nonstop Action Wrestling (TNA), где он был однократным чемпионом мира TNA в тяжёлом весе и однократным гранд-чемпионом Impact. Он также много боролся на независимой сцене, где он является первым в истории и двукратным чемпионом мира в тяжелом весе ICW, однократным чемпионом Evolve, однократным чемпионом Open the Freedom Gate.
Гэллоуэй вернулся в WWE в апреле 2017 года под именем Дрю Макинтайр и присоединился к бренду NXT, где выиграл титул чемпиона NXT на шоу NXT TakeOver: Brooklyn III. После возвращения в основной ростер WWE в 2018 году он выиграл командное чемпионство WWE Raw, мужской матч «Королевская битва» 2020 года и титул чемпиона WWE в главном событии WrestleMania 36. Он является первым британским чемпионом мира в WWE и 31-м чемпионом Тройной короны. В общей сложности Гэллоуэй является пятикратным чемпионом мира.

## Ранняя жизнь
Эндрю Маклин Гэллоуэй IV родился в Эре 6 июня 1985 года. Он вырос в близлежащем Прествике, где учился в Академии Прествика. В юности он думал о том, чтобы стать футболистом. Он играл за молодёжный клуб «Прествик Бойз», обычно на позиции защитника, а затем сосредоточился на рестлинге; своим любимым рестлером он называл Брета Харта. Когда ему было 10 лет, Гэллоуэй прочитал журнал «Икс-фактор», посвященный теориям заговора и историям о привидениях, это побудило его написать письмо в ФБР в соответствии с Законом о свободе информации, ФБР ответило, прислав ему файл с несколькими документами. В возрасте 15 лет он начал готовиться к карьере рестлера, и его родители согласились поддерживать его при условии, что он будет уделять столько же внимания учёбе. Он согласился и получил степень магистра в области криминологии в Каледонском университете Глазго.

## Карьера в рестлинге

### Фьюд с Каррионом Кроссом (2022—2022)
На эпизоде SmackDown от 5 августа 2022 года свое возвращение в WWE совершил Каррион Кросс (вместе со Скарлетт), напав на Дрю Макинтайра в конце шоу. На Smackdown 9 сентября Кросс напрямую напал на Макинтайра и запер в свой фирменный болевой. Макинтайр обвинил Кросса в трусости и в постоянных нападениях исподтишка, на что Кросс ответил нападением на Макинтайра во время его матча против недавнего дебютанта Smackdown Соло Сикоа. 23 сентября на Smackdown Макинтайр объявил, что договорился с руководством WWE о матче, который пройдет на Премиум-шоу Extreme Rules. Причем матч этот будет с ремнём - дабы исключить для Кросса возможность сбежать от Дрю. Кросс отреагировал на это сообщение еще одним нападением исподтишка, а когда Макинтайр ответил, атаковал его огненным шаром и ударил в пах, правда вызов на матч при этом принял. На Smackdown за день до Extreme Rules Макинтайр напал на Кросса исподтишка и побил его. На премиум-шоу в матч вмешивалась Скарлетт, и после того, как она брызнула в лицо Дрю из баллончика, Кросс смог удержать его. На Smackdown 14 октября Макинтайр воспользовался автомобильной аварией, в которую попал Кросс, и избил его. 21 октября на Smackdown он объявил, что на Crown Jewel пройдет ещё один матч, и на этот раз это будет матч в клетке, чтобы избежать возможных вмешательств>. В этом матче Скарлетт все равно нашла момент, чтобы прыснуть в лицо Макинтайра из баллончика, причем досталось так же и судье Дэну Энглеру. Скарлетт при этом закрыла дверь на ключ, который спрятала у себя. Кросс не смог воспользоваться этой ситуацией и покинуть клетку до того, как Макинтайр пришёл в себя. Дрю Макинтайр смог контратаковать и начал вылезать через верх клетки. Кросс в это время пополз к дверце, которую для него открыли. Макинтайр успел спрыгнуть и раньше коснуться пола ногами, что принесло ему победу по правилам матча.

## В рестлинге
- Завершающие приёмы
  - как Дрю Галловэй
    - Thee Move[14] (Cradle kneeling belly to belly piledriver)[15]

  - как Дрю Макинтайр
    - Claymore Kick (Sick kick)
    - Future Shock DDT (Snap double underhook DDT)[16] (используется как Signature Move) — 2009 — наст. время
    - Scot Drop[17] (Reverse STO) — 2007—2009
- Коронные приёмы
  - Big boot[18][19]
  - Ego Trip[14] (Swinging side slam spun out into a sitout facebuster)[15] — независимые промоушены
  - G-Spot Piledriver (Spike piledriver)[14] — независимые промоушены
  - Hangman’s neckbreaker onto knee[20][21]
  - Snap suplex[18][22]
- Прозвища
  - «Thee»[15]
  - «The Chosen One»[23]
  - «Scottish psychopath»

- Музыкальные темы
  - «Broken Dreams» от Shaman's Harvest[24]
  - «Gallantry» от CFO$
  - «Gallantry (Defining Moment Remix)» от CFO$

## Титулы и достижения
- British Championship Wrestling

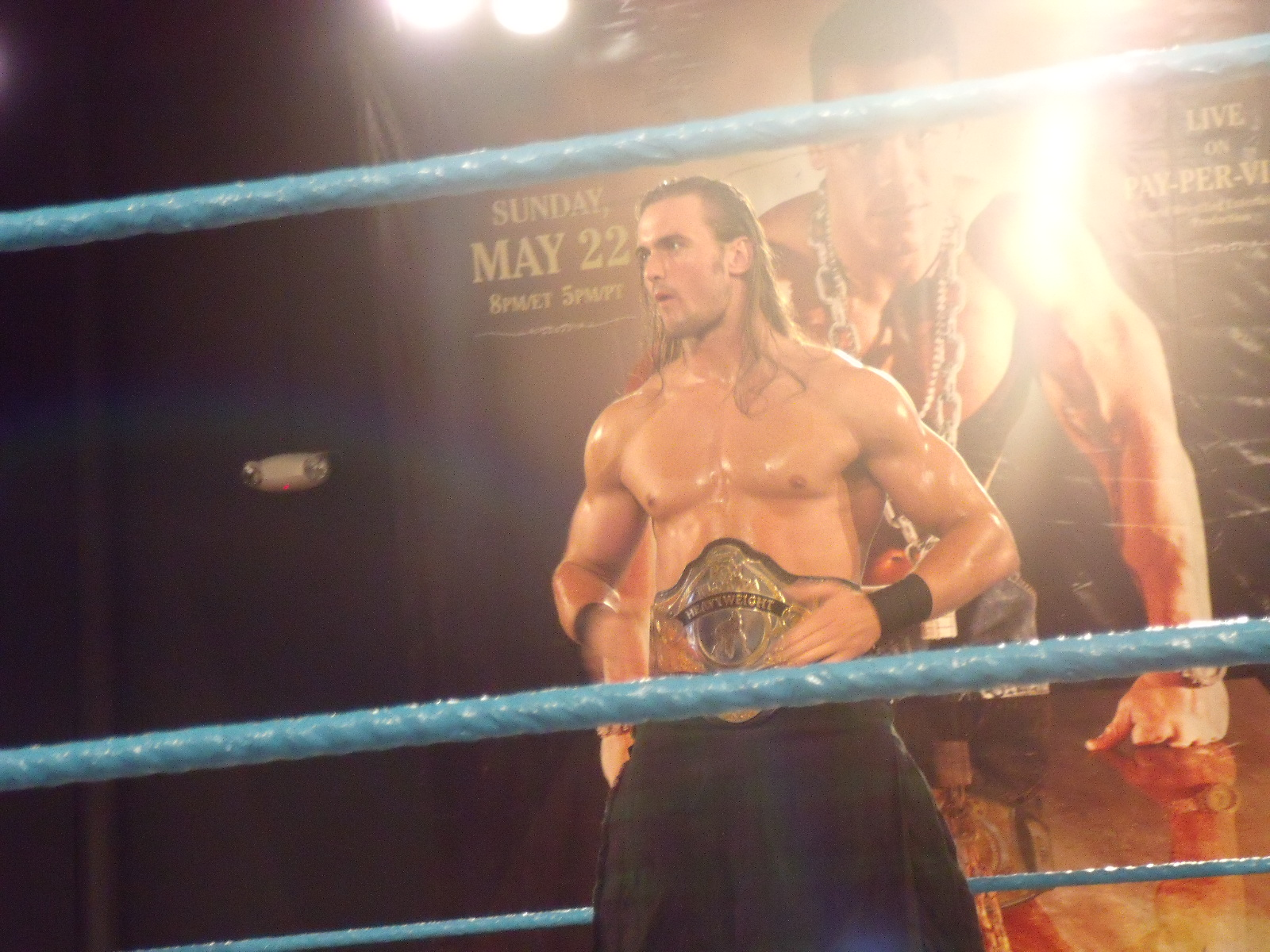
Макинтайр в качестве чемпиона FCW в тяжёлом весе

  - BCW Heavyweight Championship (2 раза)[25]
- Florida Championship Wrestling
  - FCW Florida Heavyweight Championship (1 раз)[26]
  - FCW Florida Tag Team Championship (1 раз) — со Стю Сандерсом[27]
- Insane Championship Wrestling
  - Чемпион ICW в тяжёлом весе (1 раз)[28]
- Irish Whip Wrestling
  - Международный чемпион IWW в тяжёлом весе (1 раз)
- Pro Wrestling Illustrated
  - PWI ставит его под № 30 в списке 500 лучших рестлеров 2010 года[29]
  - PWI ставит его под № 11 в списке 500 лучших рестлеров 2016 года[30]
- Total Nonstop Action Wrestling
  - Чемпион мира в тяжёлом весе TNA (1 раз)[31]
- World Wrestling Entertainment/WWE
  - Чемпион WWE (2 раза)
  - Чемпион мира в тяжёлом весе (1 раз)
  - Интерконтинентальный чемпион WWE — (1 раз)[32]
  - Командный чемпион WWE (Raw) (2 раза) — с Коди Роудсом (1) и с Дольфом Зигглером (1)[33]
  - Чемпион NXT — (1 раз)[34]
  - Тридцать первый чемпион Тройной короны
  - Победитель «Королевской битвы» (2020)
  - Slammy Award 2020 — Суперзвезда года (2020)
  - Slammy Award 2020 — Суперзвезда года среди мужчин (2020)
  - Золотая медаль RAW за выдающиеся достижения — вручена исполняющим обязанности генерального менеджера RAW Бароном Корбином 3 декабря 2018 года
  - Победитель матча Money in the Bank (2024)